# Farsi (district)
Pour les articles homonymes, voir Farsi.
 (novembre 2018).
Le district de Farsi est un district situé à l'ouest de la province de Hérât, en Afghanistan.

## Situation
Le district est bordé au nord par le district d'Obe (en), à l'ouest par le district d'Adraskan, au sud par le district de Shindand (en) et, au sud et à l'est, par la province de Ghôr.
Il culmine à 2 420 m d'altitude.

## Population
La population était estimée à 29 800 habitants en 2012.

## Administration
Le centre administratif du district est le village de Farsi (en).

## Aménagement et infrastructure
Le district dispose de 130 km de routes non pavées avec un taux d'accès de 19,6% en toutes saisons.

## Crédit d'auteurs
- (en) Cet article est partiellement ou en totalité issu de l’article de Wikipédia en anglais intitulé « Farsi District » (voir la liste des auteurs).